# Vihanti
Vihanti est une ancienne municipalité de l'Ouest de la Finlande, dans la région d'Ostrobotnie du Nord.
Elle a fusionné le 1er janvier 2013 avec la ville de Raahe.

## Géographie
La commune est typique de l'arrière pays de l'Ostrobotnie du Nord. Peu de forêts ont été défrichées pour l'agriculture et les marais sont également nombreux.
La densité de population en dehors du bourg proprement dit est très faible. La commune ne compte en tout que 6 villages, Vihanti-centre regroupant plus des 2/3 de la population.
Le village centre se situe à 70km de la capitale provinciale Oulu. Il compte également une gare sur la voie ferrée Seinäjoki-Oulu.
Les municipalités voisines sont Siikajoki au nord, Rantsila à l'est, Haapavesi au sud-est, Oulainen au sud, Pyhäjoki à l'ouest et Raahe au nord-ouest.

## Histoire
La paroisse est fondée tardivement, seulement à la fin du XVIIIe siècle. L'église est inaugurée en 1784 et la commune entre en fonction en 1865.
Le développement s'amorce avec l'ouverture du chemin de fer d'Oulu et de la gare en 1886.
Mais l'âge d'or de Vihanti correspond à l'exploitation de la mine de cuivre, zinc et plomb d'Outokumpu. Celle-ci ouvre en 1954 à côté du hameau de Lampisaari, et une voie ferrée est construite sur 11,5 km pour relier la mine à la voie principale.
L'exploitation s'arrête en 1992, entraînant la commune dans une crise qui l'a vu perdre 16 % de sa population depuis 15 ans. L'économie dépend aujourd'hui presque totalement de l'aciérie et de l'usine de traitement des pommes de terre.